# 霍安祥
霍安祥（1930年—），男，河北武安人，中国宇宙线物理学家，中国科学院高能物理研究所研究员，粒子天体物理中心原主任。